# 포경유감
《포경유감》(捕鯨遺憾)은 포경수술 바로알기 연구회에서 저술한 책으로, 할례(포경수술)의 문제점에 관한 내용을 담고 있다. 2014년 12월 30일 여문각에서 출간되었다.

## 목차
책의 목차는 아래와 같다.
- 포경수술 바로알기 연구회(약칭 포바연) 소개
- 들어가는 글
- 제1부 포경수술의 현실
  - 1장. 세계의 포경수술 현황
    - 1. 세계 남성의 포경수술 현황
    - 1. 세계의 포경수술 인구
    - 3. 세계 여성의 포경수술 현황

  - 2장. 우리나라의 포경수술 현황
    - 1. 의료인들의 무지 = 우리들의 무지 = 현재 포경수술 현황
    - 2. 2000년 이전과 이후
    - 3. 변하지 않는 의료인들의 의식
    - 4. 급감하는 한국의 포경수술

  - 3장 포경수술에 대한각국 의료계의 입장
    - 1. 선진국의 의학 관련 단체들의 포경수술 정책 비교
    - 2. 우리나라 의사 단체의 포경수술에 대한 입장
    - 3. 유럽과 미국의 포경수술에 대한 입장 차이의 이유

  - 4장. 포경수술 산업
    - 1. 포경수술과 경제적인 이해관계
    - 2. 추락하는 비뇨기과의 포경수술 마케팅
    - 3. 포경수술 관련 산업
- 제2부 포경수술의 역사
  - 1장. 할례(포경수술)의 배경
    - 1. 할례(포경수술)를 하는 이유
    - 2. 할례(포경수술)의 역사

  - 2장. 할례(포경수술)와 종교
    - 1. 할례(포경수술)와 유대교
    - 2. 할례(포경수술)와 이슬람교
    - 3. 할례(포경수술)와 기독교
    - 4. 포경수술과 얽히고설킨 종교
    - 5. 포경수술은 종교적 의식으로서 정당화될 수 있는가?
    - 6. 포경수술 세계화의 일등 공신, 유대인

  - 3장. 할례, 의료의 탈을 쓰고 포경수술로 탈바꿈하다
    - 1. 예측 가능한 상상
    - 2. 할례의 의료화 과정
- 제3부 포경수술의 진실
  - 1장. 남성 생식기의 해부학
    - 1. 남성 생식기의 세부 명칭
    - 2. 포피의 세부 구조
    - 3. 포피의 기능

  - 2장. 포경수술의 장점에 대한 허구
    - 1. 음경암
    - 2. 자궁경부암
    - 3. 요로감염
    - 4. 성병
    - 5. AIDS(후천성면역결핍증)
    - 6. 전립선암

  - 3장. 포경수술의 숨겨진 진실: 합병증/부작용
    - 1. 수없이 보고되는 포경수술 합병증/부작용
    - 2. 포경수술 합병증/부작용 사례들
    - 3. 포경수술로 인한 사망
    - 4. 우리나라의 포경수술 합병증/부작용 사례
    - 5. 포경수술에 대한 집단적인 광기: 자가 포경수술 기구

  - 4장. 포경수술과 성기능의 관계
    - 1. 포피가 성관계에 미치는 영향
    - 2. 포경수술과 성기능에 관한 진실
    - 3. 포경수술과 콘돔 사용과의 상관관계
- 제4부 포경수술에 대한 궁금증
  - 1장. 질문과 답변(Q&A)
    - 1. 가장 흔한 질문
    - 2. 남성 생식기의 발달과정
    - 3. 자연포경이란
    - 4. 귀두포피염(balanophostitis)
    - 5. 감돈포경(paraphimosis)
    - 6. 우리나라 병원의 포경수술 과정

  - 2장. 남성 생식기의 위생 및 성교육
    - 1. 치구(smegma)와 생식기 위생
    - 2. 생식기 위생관리 방법
    - 3. 포경수술과 성교육
    - 4. 발가벗겨지는 남성들을 위한 쪼잔한(?) 이야기

  - 3장. More
    - 1. Intactivism, Intactivist
    - 2. 필리핀의 포경수술 현황
    - 3. 원치 않는 포경수술로 심각한 스트레스를 받는 분들을 위해
- 제5부 못다 한 이야기
  - 1장. 누가 포경수술을 하도록 만드는가?
    - 1. 포경수술을 주도하는 사람들
    - 2. 포경수술을 주도하는 기관들

  - 2장. 포경수술 관련 사이트 정리
- 참고 문헌, 그림 및 사진 출처
- 포경수술에 관한 성교육웹툰